# Università degli Studi di Firenze
La Universitat dels Estudis de Florència (en italià: Università degli Studi di Firenze) és una universitat d'Itàlia situada a la ciutat de Florència (Firenze). Va ser fundada l'any 1321 com Studium Generale, i el curs (2012-2013) tenia 47.865 estudiants. Està present amb molts centres universitaris a la Toscana i amb descentralització a Pistoia, Empoli, Prato, Sesto Fiorentino (a la frazione Osmannoro), San Casciano in Val di Pesa, Vinci, Calenzano, Figline Valdarno, San Giovanni Valdarno, Borgo San Lorenzo i un centre extra-regional a Lagonegro

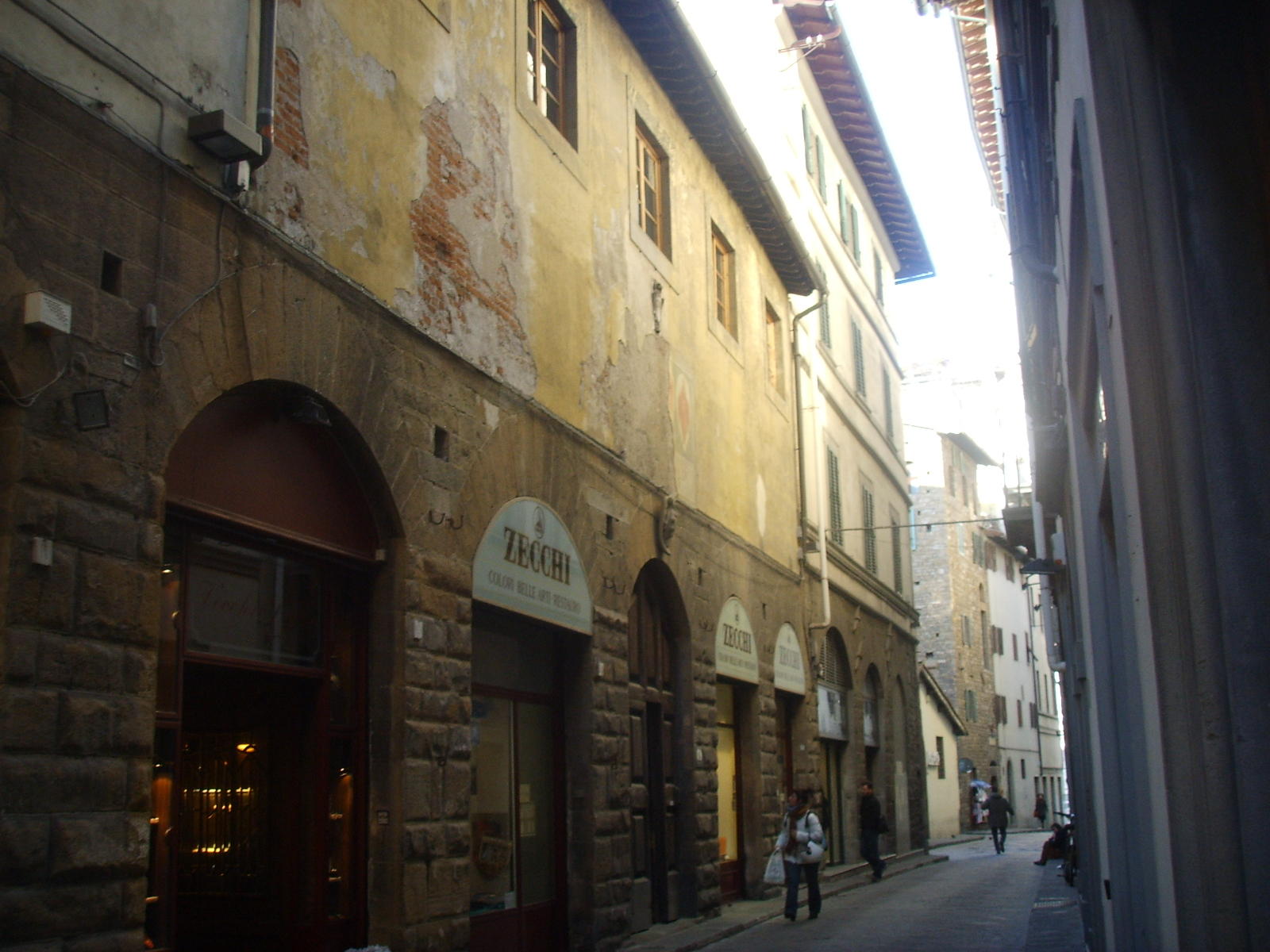
Via dello Studio, la seu del primer Studio Fiorentino

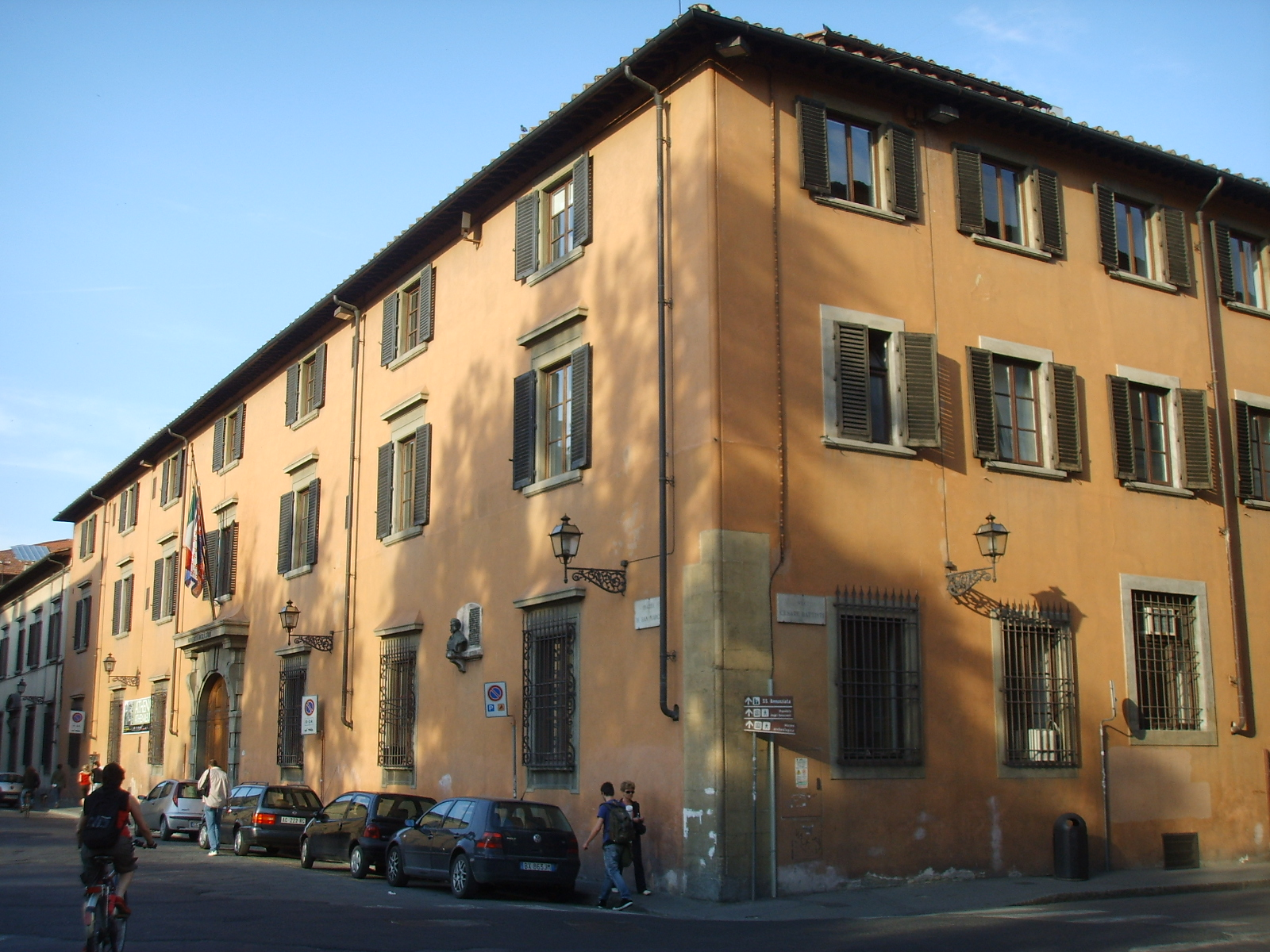
Palazzo dell'Università a la Piazza San Marco de Florència

Amb Lorenzo il Magnifico, el 1473, l'Studium va ser transferit a Pisa, incorporat a la Universitat de Pisa.
L'any 1859 el Granduca es va exiliar i els ensenyaments es van unificar sota l'Istituto di Studi Superiori Pratici e di Perfezionamento. L'any següent va ser reconegut com a universitat per l'estat italià unificat.

## Escoles
Des de la reorganització del 28 de febrer de 2013:
- Agraria
- Architettura
- Economia e Management
- Giurisprudenza
- Ingegneria
- Psicologia
- Scienze della Salute Umana
- Scienze Matematiche, Fisiche e Naturali
- Scienze Politiche "Cesare Alfieri"
- Studi Umanistici e della Formazione

## CERM
El CERM - Centre de ressonància magnètica és una estructura de la Università di Firenze. El va fundar Ivano Bertini.